# Jakob Blankenburg
Jakob Blankenburg (* 5. August 1997 in Uelzen) ist ein deutscher Politiker (SPD). Seit 2021 ist er als direkt gewählter Abgeordneter im Wahlkreis 37 Lüchow-Dannenberg – Lüneburg Mitglied des Deutschen Bundestags.

## Leben
Blankenburg stammt aus Bienenbüttel im Landkreis Uelzen. Seine Schulzeit verbrachte er im Landkreis Lüneburg. Politisiert hat ihn der Kampf gegen Fracking in der Lüneburger Heide, wogegen er sich in einer Bürgerinitiative engagierte. Ein Praktikum beim SPD-Generalsekretär Lars Klingbeil bewog ihn, der SPD beizutreten. Blankenburg studierte von 2015 bis 2021 Politikwissenschaft an der Leibniz Universität in Hannover. Er arbeitet als freiberuflicher Berater für Online-Kommunikation und ist seit 2021 Pressereferent der SPD-Fraktion im Niedersächsischen Landtag. Zuvor war er für die Social-Media-Arbeit der Fraktion verantwortlich.

## Politische Tätigkeit
Von 2016 bis 2021 war Blankenburg Kreistagsabgeordneter im Landkreis Uelzen und Ratsherr der Gemeinde Bienenbüttel. Seit 2016 organisiert er das „Aufstehen gegen Rassismus“-Festival in Uelzen und ist seit 2016 Vorsitzender des Trägervereins Uelzen bleibt bunt e.V. Von 2017 bis 2021 war er Vorsitzender der Jusos in Niedersachsen. Seit 2018 ist er Beisitzer im Landesvorstand der SPD Niedersachsen und seit 2021 Mitglied im Präsidium der SPD Niedersachsen. Bei den niedersächsischen Kommunalwahlen 2021 wurde Blankenburg in den Kreistag des Landkreises Lüneburg gewählt. Am 26. September 2021 gewann Blankenburg das Bundestagsdirektmandat im Wahlkreis Lüchow-Dannenberg – Lüneburg mit 28,2 %. Er ist in dieser Legislaturperiode der jüngste direkt gewählte Abgeordnete. Im August 2024 nahm er an der Young Leaders Conference 2024 der Atlantik-Brücke teil und ist damit Mitglied im Young Leaders-Alumni-Netzwerk. Am 23. Februar 2025 gewann er das Bundestagsdirektmandat im Wahlkreis Lüchow-Dannenberg – Lüneburg mit 27,8 %.
Blankenburgs Schwerpunktthemen sind Regionalentwicklung, Wohnungs-, Klima- und Sozialpolitik.
Er ist Mitglied im 2. Untersuchungsausschuss der 20. Wahlperiode des Deutschen Bundestages.
In der 21. Wahlperiode ist er Sprecher der SPD-Bundestagsfraktion für Umwelt, Klimaschutz, Naturschutz und nukleare Sicherheit. Außerdem ist er Obmann im Ausschuss für Umwelt, Klimaschutz, Naturschutz und nukleare Sicherheit und stellvertretendes Mitglied im Ausschuss für Digitales und Staatsmodernisierung und im Ausschuss für Landwirtschaft, Ernährung und Heimat.